# 津波警報
津波警報（つなみけいほう）は、地震の発生により気象庁から発表される津波に関する警報の一種。津波の予想される高さが1m超3m以下の場合（発表基準）において、予想される津波の高さを「3m」として発表されるが、M8を超える巨大地震の場合には正確な地震規模がわかるまで数値ではなく「高い」と表現される。

## 概説

### 気象業務法
気象業務法（昭和27年6月2日法律第165号、以下本節では単に「法」）は「気象庁は、政令の定めるところにより、気象、地象、津波、高潮、波浪及び洪水についての一般の利用に適合する予報及び警報をしなければならない」（法13条1項）とし、「気象庁は、前二項の予報及び警報をする場合は、自ら予報事項及び警報事項の周知の措置を執る外、報道機関の協力を求めて、これを公衆に周知させるように努めなければならない」（法13条3項）とする。
津波警報の発表と解除について気象庁は直ちに警察庁、国土交通省、海上保安庁、都道府県、東日本電信電話株式会社（NTT東日本）、西日本電信電話株式会社（NTT西日本）又は日本放送協会（NHK）の機関に通知しなければならない（法15条1項）。気象庁から通知を受けた警察庁、都道府県、東日本電信電話株式会社及び西日本電信電話株式会社の機関は、直ちにその通知された事項を関係市町村長に通知するように努めなければならないとする（法15条2項）。津波警報について通知を受けた市町村長（公衆及び所在の官公署に対する周知）、国土交通省（航行中の航空機に対する周知）、海上保安庁（航海中及び入港中の船舶に対する周知）、日本放送協会（放送による周知）は法による周知義務を負っている（法15条3項〜6項）。
混乱防止の観点から気象庁以外の者が津波の警報を出すことを原則として禁じている（法23条）。ただし例外規定が設けられており、政令により「津波に関する気象庁の警報事項を適時に受けることができない辺すうの地の市町村の長が津波警報をする場合及び災害により津波に関する気象庁の警報事項を適時に受けることができなくなった地の市町村の長が津波警報をする場合」については例外的に市町村長が津波の警報を出すことを認めている（法施行令8条）。なお、法23条の規定に違反して独断で津波の警報を出した者は最高50万円の罰金に処せられる（法46条6号）。
なお、防災行政上「発表」と「発令」は明確に区別されており、気象庁は津波警報や津波注意報を「発表」している。内閣府の避難勧告等に関するガイドラインでも、気象庁の津波警報等については「発表」、それに基づく市町村からの避難指示については「発令」としている。

### 内容
津波警報は予想される津波の高さが1m超3m以下である場合において予想される津波の高さを「3m」として発表される（なお、M8を超える巨大地震の場合には正確な地震の規模がわかるまで「高い」と表現される）。予想される津波の高さが3mを超える場合においては大津波警報が発表される（数値で発表される場合、「5m」「10m」「10m超」に区分されるが、M8を超える巨大地震の場合には正確な地震の規模がわかるまで「巨大」と表記される）。一方、予想される津波の高さが1m以下であるときは津波注意報が発表される。
|              | 発表基準         | 予想される津波の高さ | 予想される津波の高さ |
| 数値での発表 | 発表基準         | 巨大地震（M8超）     |                      |
| ------------ | ---------------- | -------------------- | -------------------- |
| 大津波警報   | 10m＜予想高さ    | 10m超                | 巨大                 |
| 大津波警報   | 5m＜予想高さ≦10m | 10m                  | 巨大                 |
| 大津波警報   | 3m＜予想高さ≦5m  | 5m                   | 巨大                 |
| 津波警報     | 1m＜予想高さ≦3m  | 3m                   | 高い                 |
| 津波注意報   | 0.2m≦予想高さ≦1m | 1m                   | （表記しない）       |

以上の津波注意報・津波警報・大津波警報の区分は2013年3月7日に改正されたもので、以前は津波警報は「津波警報（津波）」と「津波警報（大津波）」に区分されており「大津波警報」の名称は2013年3月7日の改正で正式採用された。2013年3月7日改正前は津波警報での予想される津波の高さは「1m」と「2m」に区分されていたが、東北地方太平洋沖地震後の改善の議論を経て「3m」という形に集約されることとなった（歴史も参照）。

## 発表までの流れ
気象庁はあらかじめ、津波を発生させる可能性のある様々な地震を想定し、それぞれの地震による津波発生パターンをシミュレーションし、約10万件の津波予報データベースを保存している。データベースに登録されているのは、日本付近の様々な位置の震源断層における、様々な震源の深さ・マグニチュードの地震に対応した、予報区ごとの津波の高さと到達時間である。震源断層の向きは過去の地震を参考に決め、断層の傾きは45°の逆断層としてシミュレーションしている。
実際に地震が発生したときには、まず震源の位置と規模を求め、それに最も近いパターンを津波予想データベースから検索して、地震発生後約3分で津波警報・注意報の発表をする。また「津波到達予想時刻・予想される津波の高さに関する情報」として、津波予報区ごとの津波の到達予想時刻と高さを発表する。同時に「各地の満潮時刻・津波の到達予想時刻に関する情報」として、地点ごとに津波の到達予想時刻と満潮時刻の情報を発表する。さらに津波が観測された場合には「津波観測に関する情報」として、実際の到達時刻と津波の高さを発表する。
以上のように津波情報伝達においてはかなりの迅速化がされているものの震源が海岸にほど近い地点であった場合は地震発生から1〜2分以内にあるいは発生後揺れが収まらないうちに津波が到達することもあり、今後も警報・注意報の発表が津波到達時刻に間に合わない事例の発生が考えられる（現実に、津波警報等の発表の時点で第1波の到達予想時刻が「すでに到達と推測」となっていたケースは、津波予報データベースを構築した1999年以降でもいくつか存在する）。それゆえに海岸付近の住民は揺れを感じたら津波警報の発表を待つまでもなくすぐに津波の襲来を考えて、安全な高台に避難することが第一優先といえる。気象庁でも「震源が陸地に近いと津波警報が津波の襲来に間に合わないことがあります。「揺れたら避難」を徹底しましょう」としている。

## 対応
気象庁では、津波警報が発表された場合に想定される被害を「標高の低いところでは津波が襲い、浸水被害が発生する。人は津波による流れに巻き込まれる」とし、とるべき行動として「沿岸部や川沿いにいる人は、ただちに高台や避難ビルなど安全な場所に避難してください。津波警報が解除されるまで安全な場所から離れないでください」としている。また、中央防災会議の津波避難対策検討ワーキンググループが取りまとめた報告では、津波警報の場合に避難が必要な範囲について「標高の低い場所や沿岸部にいる場合など、自らの置かれた状況によっては、津波警報でも避難する必要がある」と記載されている。

## 放送
津波警報が発表された場合には緊急警報放送が行われる（放送法施行規則82条）。
|                                            |                 | 大津波警報               | 津波警報     | 津波注意報 | その他                                                                                |
| ------------------------------------------ | --------------- | ------------------------ | ------------ | ---------- | ------------------------------------------------------------------------------------- |
| 現在の表示方法（統一基準採用後の表示形式） | NHK及び民放各局 | ■紫色 ライン幅を太く表示 | ■赤色        | ■黄色      | - 陸地は■灰色 、海は■濃い青色 で表す。 - （ANNのみ）一部解除された部分を■水色で示す。 |
| 統一基準採用前の旧表示形式                 | NHK             | ■ 赤白色                 | ■ 赤色       | ■ 黄色     |                                                                                       |
| 統一基準採用前の旧表示形式                 | NNN             | ■ 紫（桃）色             | ■ 赤色       | ■ 黄色     |                                                                                       |
| 統一基準採用前の旧表示形式                 | ANN             | ■ 赤色                   | ■ 橙色       | ■ 黄色     | 一部解除された部分を■水色で示す。                                                     |
| 統一基準採用前の旧表示形式                 | JNN             | ■ 赤色                   | ■ 紫（桃）色 | ■ 黄色     |                                                                                       |
| 統一基準採用前の旧表示形式                 | TXN             | ■ 橙色                   | ■ 赤色       | ■ 黄色     | 一部解除された部分を■水色で示す。                                                     |
| 統一基準採用前の旧表示形式                 | FNN             | ■ 赤色                   | ■ 紫（桃）色 | ■ 黄色     |                                                                                       |

### NHK
緊急警報放送
- 公共放送を行う事業者である日本放送協会（NHK）は気象業務法により津波警報の周知義務を負っている（気象業務法15条6項）。
- NHKでは津波警報の発表と同時に、全ての放送波に割り込む緊急警報放送を実施。国際放送NHKワールドを含む全波で津波関連のニュース速報、報道番組に切り替わる。
- 緊急警報放送の放送中、画面では全画面の日本地図で大津波警報、津波警報、津波注意報が発表されている津波予報区が表示される。この画面では出されている津波に関する警報・注意報の区分に応じて色分けされ、2011年夏期（統一基準策定）以降、大津波警報を　紫色、津波警報を　赤色、津波注意報を　黄色、地図背景を　灰色、海を　濃い青色としている（#民放も参照）。なお、この統一基準の策定以前、1983年5月26日に発生した「日本海中部地震」及び1993年7月12日に発生した「北海道南西沖地震」においては「大津波警報」も「津波警報」と同じ赤色の表示となっており区分けも無かったが[注釈 4]、その後、大津波警報と津波警報の色が分けられ、2011年の統一基準策定までは津波予報区ごとに海岸を黄色（注意報）、赤色（警報）、赤白色の二重線（大津波警報）に色分けして点滅させ警報・注意報発表の旨を伝えていた。
- 大地震などの発生の場合でスタジオから各地の震度等の地震に関する情報が放送されており、その間に気象庁から津波警報が発表されたときには即時に緊急警報放送が実施されるとともに緊急警報放送の上記画面に切り替わる。

津波警報に関する情報伝達
- 緊急警報放送終了後、アナウンサーが「（大津波警報・）津波警報・津波注意報が発表されました。（大津波警報・）津波警報が発表されているのは次の沿岸です……、津波注意報が発表されているのは次の沿岸です…」と述べて、津波に関する警報・注意報の区分ごとに発表されている津波予報区が伝えられる。
- 緊急警報放送終了後、画面では津波に関する警報・注意報が発表されている津波予報区を示した全画面の日本地図のほか、津波に関する警報・注意報が発表されている各地方ごとの詳細地図もあわせて放送される（この画面の地図では前記の色分けがなされているほか、各津波予報区ごとに予想される津波の高さが表示されている）。また、これらの日本地図が表示される際には、在留外国人向けに副音声（教育テレビ、NHKワールド・プレミアムを除く。ただし、NHKワールド・プレミアムでも状況により行う場合がある）及びラジオ第2放送で英語、中国語、韓国・朝鮮語、ポルトガル語（英語以外は2007年12月から）による津波報道放送をしており「Tsunami Warning（以前は「Tidal wave warning」）と表示し、最近は「 つなみ！にげて！ 」のひらがなと「 TSUNAMI English on Audio Subchannel, Radio2」が画面上に表示される[注釈 5]。
- 副音声及びラジオ第2放送では、緊急警報放送の直後、まず「津波警報が（大津波警報が）出ました。津波警報が（大津波警報が）出ました。NHKでは津波警報（大津波警報）についての緊急ニュースを英語、中国語、ベトナム語、韓国・朝鮮語、ポルトガル語でお伝えします」とアナウンスが入る。
- また最近は、女声で「津波の警報が出ました」と放送される場合もある。
- そして、各言語で津波警報（あるいは大津波警報）の発表が各言語で伝えられ、その後、津波警報（あるいは大津波警報）や津波注意報の発表されている津波予報区が各言語ごとに繰り返し放送される。
- 東日本大震災発生を契機に「東日本大震災を思い出してください！」「命を守るため、一刻も早く逃げてください！」「皆さんにお伝えします！今すぐ可能な限り高い所へ逃げること！」「近くに高台がなければ、高いビルの上か海岸から遠く離れた所へ逃げること！」「決して立ち止まったり、引き返したりしないこと！」「津波は、予想の高さを越えることがあります！斜面を駆け上がり、内陸深くまで流れ込みます！何度も押し寄せ、急に高くなります！情報は、ラジオやスマートフォンでも入手できます！急いで逃げてください!」「この放送を聞いているあなたが率先して避難を呼び掛けてください！」など、語気強く、時には強い命令口調による避難呼びかけが行われるため、賛否両論がある[注釈 6][9][10]。

画面表示
- 「津波到達予想」 - この画面では上部に「津波到達予想」と表示され（背景は黒色）、津波に関する警報・注意報の区分（大津波警報・津波警報・津波注意報）ごとに、津波に関する警報・注意報が発表されている津波予報区、その津波予報区での津波到達予想が示される[11]。津波の第1波が10分以内に到達する（気象庁の発表文では「ただちに津波来襲と予測」）と予測された場合には「すぐ来る」などの短い表現で視聴者に危機を伝える。
- 「観測された津波」 - この画面では上部に「観測された津波」と表示され（背景は黄色）、津波が観測された場合には観測地点、観測時刻、津波の高さが示される[11]。
- 「沖合で津波」 - この画面では上部に「沖合で津波」と表示され（背景は青色）、津波を観測した沖合の観測点が示される[11]。
- 字幕スーパー
  - 画面上の字幕スーパー等は全画面の日本地図による津波に関する警報・注意報の表示が一旦終わった後に入ることになる。国際放送NHKワールド・プレミアムでは逆U字画面のみが表示され、画面上の字幕スーパーおよび発表域の地図テロップは一切表示しない[注釈 7]（ニュースセンター側で出される発表域の地図テロップはそのまま表示される。また、逆U字画面スペースの画面上に「この時間は予定を変更して津波関連のニュースをお伝えしています」のテロップが関連ニュースが終わるまでの間、常時表示されたり「このニュースは日本時間○:○○で終了します」のテロップが表示されることがある）。
  - 字幕スーパーの情報は次の通り。
    - 地震の発生時刻、発生場所、規模等の情報
    - 大津波警報、津波警報、津波注意報が発表されている津波予報区の情報
    - 各地の震度の情報（震度3以上の地域）
- 東日本大震災発生を契機に、津波警報や大津波警報が出された際には一刻も早い避難を呼びかける観点から部分的な赤の背景色の枠に「津波！避難！」とテロップ表示されるようになった。また、2013年3月7日正午の津波警報の発表方法の大幅変更に伴い、NHKでも変更に合わせ画面変更を行った[12]。具体的には「見て、聞いて、すぐ分かる」表現の実現を念頭に、情報の配色を見やすいようにする他、子供や在留外国人にもわかりやすくするため「すぐ にげて！」のひらがなや「TSUNAMI 」のなどの英語テロップ表示も行う[13]。
- 2021年1月16日にNHK総合で放送された『「新しいNHK」への改革 〜みなさんの声に答えます〜』の番組内での防災訓練画面では「 （三角に津波のマーク） EVACUATE! 」や「 つなみ！にげて！ 」「 津波！避難！（ルビ付き） 」（いずれも赤紫枠付き）などが使用されているのが確認でき、2022年1月15日13時10分頃（日本時間）にフンガ・トンガで発生した火山噴火の影響で、翌16日0時15分に発表された津波警報・注意報から実際に使用された[14]。
- 2025年7月30日に発生したカムチャツカ半島地震による津波警報においては、新たな字幕スーパー・画面が使用されていた。

### 民放

#### 地上波
民放各局でも津波警報、津波注意報が発表された際には日本地図の海岸部分に津波予報区ごとに色分けして警報・注意報発表の旨を伝える。2011年夏期以降はNHK・民放各局の統一基準により、大津波警報を　紫色、津波警報を　赤色、津波注意報を　黄色、地図背景を　灰色、海を　濃い青色としている（色の統一の経緯については津波警報の#歴史も参照）。

#### BS
- 在京キー局系のBSデジタル局であるBS日テレ、BS朝日、BS-TBS、BSテレ東、BSフジではそれぞれのキー局地上波と同じフォーマットで表示される。また、BS11、TwellV、ウェザーニューズでも地上波と同様の表示が行われる。BS10、BSよしもとでは受信機側の機能で地上波と同じフォーマットの地図が表示される。J:COM BSはデータ放送の入切により地上波と同じフォーマットで地図が表示される。スカパー!e2に属するチャンネルではBSスカパー!（2022年閉局）、ディズニーチャンネルが地上波と同様の表示が行われ、グリーンチャンネルでは逆L字型画面で津波に関する情報を流す。Dlife（2019年より、2020年閉局）やJ SPORTSではデータ放送による文字スーパーにより表示され、釣りビジョンはデータ放送の入切により地上波と同じフォーマットで地図が表示される。それ以外のチャンネルは発表中を示すアイコンがデータ放送により表示される。

#### CS
CS放送では、チャンネルにより対応が異なっている。
- 地上波・BSと同じフォーマットで地図と色点滅が表示されるチャンネル
  - スカパー!のプロモチャンネル（旧・HD、旧・e2とも）、日テレNEWS24、TBS NEWS、フジテレビワンツーネクスト（CS放送全チャンネル）、ディズニージュニア
    - なお、日テレNEWS24では、警報・注意報が発表されると、画面右上部に赤の背景色の枠に「（津波から逃げる様子を表したアイコン） 津波[注釈 9] （ルビ付き）!にげろ!」や「（津波から逃げる様子を表したアイコン） 海•川から離れて!」（後者は注意報発令時は黄色地）とテロップが表示される。
- データ放送の入切により地上波・BSと同じフォーマットで地図が表示されるチャンネル（旧・e2のみ）
  - 朝日ニュースター、テレ朝チャンネル、スカイ・エー（マスター送出の津波アイコンも表示）、GAORA（マスター送出の津波アイコンも表示）、時代劇専門チャンネル、MTV、エムオン!
- 「津波警報・津波注意報が出ております。気象庁より発表の情報をご確認ください」と表示されるチャンネル
  - ゴルフネットワーク、LaLa TV、ディスカバリーチャンネル、アニマルプラネット

上記以外のチャンネルは原則として左上（チャンネルによっては右上）に津波警報発表中を示すアイコンを表示するのみである。
ただし以下のように、CS放送でも一部のチャンネルでは津波警報を画面表示した例がある。
- QVCでは、2010年2月のチリ地震による津波の第一波到達時刻と波高及び最大波の到達時刻と波高を「QVC津波情報」として流していた。
- 東北地方太平洋沖地震では、地上波テレビ局が運営する一部のチャンネル（フジテレビワンツーネクスト等）において、地上波と同様の津波警報の表示が行われた。

## 歴史

### 初期の電報書式
津波警報のシステムは1952年4月1日より開始された。開始当時、発表に要する時間は数十分であり、警報により伝達される内容も、部外者には分かりにくい電報書式だった。この書式は、予報対象区それぞれに対し、ツナミナシ、ツナミオソレ、ヨワイツナミ、オオツナミ、ツナミカイジョ、を伝達するものであった。このシステムにより伝えられた津波警報の実例は、1983年の日本海中部地震のものがある。同地震では地震の発生から14分で大津波警報が発表されたが、一部の沿岸にはそれよりも早く7分後に第一波の津波が到達した。また、緊急時の情報伝達の表現自体も問題となった。具体的には、同地震において「5区（東北地方日本海沿岸・陸奥湾） 大津波」を意図していた“ゴクオオツナミ”との表記が、対象自治体の一部により「極大津波」と誤解された。

### 速報性の追求
1985年になると、放送局（主にNHK）が緊急警報放送を行うようになった。これは、津波警報が発表されると緊急警報放送を行うものである。このシステムの下での警報は、1993年に起こった北海道南西沖地震において実施された。しかし同地震では5分で津波警報（大津波）が発表されたものの、奥尻島には津波警報発表とほぼ同時、またはそれよりも早く津波が到達した。さらに、実際の発表時には、津波の高さに関して高をくくり、犠牲になった住民も多数いた。これは、放送局が「気象庁からの予報文をそのまま読むことが規定されていた」ためである。これらの地震津波による被害は甚大で、さらなる時間短縮および予報文の変更が求められた。
これらを踏まえ気象庁は1999年4月1日、独自開発した新しい津波の予報システムを導入した。それは、あらかじめコンピュータで様々な規模の地震をシミュレーションしてデータベース化し保存しておくというものである。データベース化される内容は、津波がどの地域にどれほどの時間でどれくらいの高さで到達するかという計算結果である。そして地震が起きた際には、即座に当該地震の規模・震源の位置を割り出し、上記データベースから当該地震と最も似たパターンの地震を検索し、津波の発生の有無を特定する。そして、当該地震において津波の到達が予測される場合には、修正を加えて発表する、というものである。これにより発表に要する時間は3分程度に短縮された。また、本予報システムの導入に併せ津波予報区が18から66に細分化された。加えて、発表される津波の高さも8つの区分に見直された。一方、放送局から送出される気象庁からの予報文も見直された。具体的には、「場所によっては予報より高い津波が来襲する」とか「津波は1回目よりも2回目以降の方が高くなることがある」など、素早い避難を促す文言が、放送局側によって付け加えられることとなった。
前述の1999年の導入時には、地震の規模、震源の位置の割り出しに1、2分はかかるため、これ以上の時間短縮は難しいとされていた。そのなかで、2006年10月2日からは、緊急地震速報の技術を活用することにより最速2分以内に津波警報等を発表することが可能となった（一部の地域のみ）。この運用が行われた11例のいずれにおいても、NHKは地震発生後の報道特別番組への切り替えの前に津波注意報及び津波警報を報じ始めた。さらにそのうちの6例の場合は津波警報・注意報発表と同時に緊急警報放送を実施することができた。

### シミュレーションの限界
2007年11月28日からは、細かな海底地形を考慮するなどして、津波データベースが一層更新されている。それでも、気象庁が使用しているシミュレーションの予測精度には限界がある。その一つの要因が、計算の前提となっている地震として「傾斜角45度の逆断層型」のみが想定されている点である。このため、実際の地震が「横ずれ断層型」であった場合には、予測される津波高さが過大となり、実測される津波は小さくなる。実際、2002年に発生した石垣島近海での地震において、津波高さ予測は2mであったものの、実際には潮位が微小に変化しただけとなった。別の要因として、気象庁マグニチュードとモーメントマグニチュードの違いを挙げることができる。気象庁マグニチュードよりモーメントマグニチュードが小さくなるような地震では、一般に、実測される津波が津波高さ予測よりも小さくなる。
これを受け、2007年7月2日より、津波警報の早期解除を行える運用を開始した。この解除は、地震発生後に予報システムにて津波警報を発した後、地震発生後10から20分程度の間に地震発生メカニズムを解析を進め、津波の第1、2波の監視した結果に応じて判定される。なお横ずれ断層の解析の対象海域が当初は南海・東南海・東海海域のみであったものの、2008年3月27日からは、千島海溝、日本海溝の周辺海域にまで拡大されている。

### 東北地方太平洋地震での失敗と2013年改正
2011年3月11日に発生した東北地方太平洋沖地震では、実際に観測した津波の高さが、津波警報で予測した津波の高さを大きく上回る事態となった。その原因について気象庁は、「国内のほとんどの広帯域地震計が振り切れたためCMT解を計算できなかったこと」「迅速に地震の規模や震源域の広がりが推定できる手法を開発していたものの東北地方太平洋沖地震の発生に間に合わなかったこと」を挙げている。
津波警報がオオカミ少年効果をもたらして被害を拡大したことも指摘された。三陸海岸では10年以上にわたって実際に来襲した津波高さが低く、特に住民に影響を与えたと言われるのが直近の2010年のチリ地震で、この際には東北地方太平洋沖地震の初動の予測と同じ3mの警報が出されていた地域もあったものの、実際の被害は軽微であった。こうした事態が相次いだことで被災地域では津波警報の信用が低下し恐れられなくなっていた。
このことから気象庁は、M8を超える巨大地震と判断できるときには、当該海域で想定される最大マグニチュードの値に基づいて大津波警報や高さ予想を出すと発表した。
具体的には、M8に近い規模までの地震については、予想される津波の高さ予測を「細分化されすぎ」ていた8段階から、予測誤差を考慮した防災対応とリンクさせやすい5段階程度に変更し、M8を超える巨大地震と判断できるときには過小評価のおそれがあることから数値として発表するのではなく、定性的な（具体的な高さを明示しない）「巨大な津波のおそれ」と一般的表現としたり、東北地方太平洋沖地震も含め過去の津波被害を引用するなど、津波警報発表地域の住民に災害が具体的にイメージできるような表現とすることを検討していた。また、「津波観測情報」における第一波観測の情報についても、巨大地震になれば最大波は第一波の10倍以上に匹敵するおそれもあるため、避難行動に抑制がかからないような内容で発表することを検討していた。
これらの検討を踏まえて2013年3月7日正午をもって従来の津波警報は改正されることとなった。
- 従来は「津波警報（津波）」と「津波警報（大津波）」の2種類に区分され[5][1]、気象庁の会見などでの記者発表や説明及び津波警報発表時の気象庁ホームページ｢津波警報･注意報、津波情報、津波予報｣[注釈 18]では「津波の津波警報」や「大津波の津波警報」と発言・記載されていた。しかし、これらの「津波の津波警報」や「大津波の津波警報」などといった呼び方ではかえって聞き手（報道を伝えられる側）に分かりにくくなるため、報道機関では「津波警報（津波）」の場合は単に津波警報、「津波警報（大津波）」の場合は大津波警報と区別して報道されており、一般にも「津波警報（大津波）」は「大津波警報」と呼ばれていた。東北地方太平洋沖地震後の津波警報改善の検討の中で、従来の区分に対しては分かりにくいという指摘があり、2013年3月7日から気象庁も正式名称として「大津波警報」に変更することとなった[5][1]。
- 従来の区分では高いところで2m程度の津波が予測される場合に発表する「津波警報（津波）」（発表される津波の高さ は1m、2m）と高いところで3m程度以上の津波が予測される場合に発表する「津波警報（大津波）」（発表される津波の高さは3m、4m、6m、8m、10m以上）としていたが、高さの区分を8段階から5段階に集約し、マグニチュード8超の巨大地震で地震規模がすぐに推定できない場合には、正確な地震規模がわかるまで大津波警報の沿岸では「巨大」、津波警報の沿岸では「高い」とし、迅速な避難を促す表現を示すこととなった[1]。
- 津波観測に関する情報について、大津波警報の沿岸で1m、津波警報の沿岸で20 cmをそれぞれ超えない場合には、これが最大であるとの誤解を避けるために数値を公表せず「観測中」と発表することとなった[1]。
- 津波観測に関する情報について、海底津波計やGPS波浪計によって沖合の津波の観測データを監視し、これに基づいて沿岸での推定値を発表することとなった[1]。

### 津波警報の種類に応じた避難対象地域の必要性
気象庁が発表する津波警報には「大津波警報」、「津波警報」の2種類がある一方、市町村から発令される避難指示・避難勧告の対象範囲は、ほとんどが最悪ケースを想定して過去最大の津波による被害想定地域に設定（1段階に限定）されている。この結果、津波警報と避難指示・避難勧告の対応関係に齟齬が生じている。つまり、津波警報が発表された場合も大津波警報が発表された場合も、同じ地域に避難指示・避難勧告が発令されてしまう。このような齟齬が続くと、津波警報に基づく避難指示・避難勧告はオオカミ少年効果をもたらし続ける（津波警報や避難指示・避難勧告の信用が低下する）ことになり、肝心の東南海・南海地震のときに避難をしなかったり避難が遅れたりして、多くの犠牲者を出すという悲劇につながりかねないことから、「大津波警報」、「津波警報」という津波警報の種類に応じた避難対象地域（ゾーニング）の必要性が指摘されている。なお、津波警報-避難勧告間と同様の齟齬は津波注意報（居住区からの避難は不要）の場合にも生じている。
このような「防災情報に対する過剰対応の問題」や「津波警報の種類に応じた避難対象地域の必要性」については東日本大震災以前から政府内でも言及されており、大津波警報・津波警報に対する2段階などの避難対象地域を示したハザードマップを作成し周知するなど、今後解決すべき課題が残っていることが政府の中央防災会議においても指摘されている。

### 大規模噴火による発表
2022年1月15日に発生したフンガ・トンガ噴火では、当初気象庁は日本への津波の影響はないとしていたものの、津波警報の発表基準の1mを超える潮位変化が観測された。この潮位変化は、通常の津波の伝播速度から予想される到達時刻より数時間早く観測するなど、通常の津波とは異なる性質を有していたものの、防災上の観点から津波警報の仕組みを使って防災対応を呼びかけることとし、太平洋側の広い範囲に津波警報・注意報が発表された。気象庁はその後の解析で、この潮位変化は噴火に伴って発生した大気擾乱が気圧波として伝播し、その気圧波との共鳴や海底の地形との増幅などの要因により潮位変化が起こったと推測されるとした。
この事例を受けて気象庁は、同年4月に大規模噴火が発生した際の情報発信の運用改善を発表した。具体的には、当面は「遠地地震に関する情報」を活用して情報発信を行い、ラム波と呼ばれる300m/s程度の最も速い気圧波によって想定される潮位変化の時刻を発表することとした。

## 次世代の警報システム
現在の津波警報システムでは、指定地点毎の到達予想時刻と最大波高の予測は行えるが、海岸全体での最大波高や浸水域の予測は困難である。この問題を解決するため、次世代の警報システムが開発途上である。
新システムでは、各種観測データからリアルタイムで波源を推定し到達する津波が及ぼす被害までを計算しようとするもので、いくつかの機関により実用化に向け開発が行われている。一例は、国交省と港湾空港技術研究所のリアルタイム津波ハザードマップである。このシステムは、事務処理など汎用的に使用されているCPUでは無く浮動小数点演算を得意とするGPUを演算処理に使用し、GPS波浪計の数分間の観測データから波源域を推定し更に浸水域のハザードマップを作成するものである。